# Filipinas nos Jogos Olímpicos de Verão de 2004
As Filipinas competiram nos Jogos Olímpicos de Verão de 2004, em Atenas, na Grécia.

## Desempenho

### Natação
Masculino
| Atleta(s)      | Evento       | Eliminatórias | Eliminatórias | Semifinal   | Semifinal   | Final       | Final       |
| Atleta(s)      | Evento       | Tempo         | Posição       | Tempo       | Posição     | Tempo       | Posição     |
| -------------- | ------------ | ------------- | ------------- | ----------- | ----------- | ----------- | ----------- |
| Miguel Mendoza | 400 m livre  | 4min01s99     | 36º           |             |             | Não avançou | Não avançou |
| Miguel Mendoza | 1500 m livre | 16min26s52    | 34º           | Não avançou | Não avançou |             |             |